# Vescerro turbinatus
Vescerro là một chi đơn loài của ngành onychophora chứa một chi duy nhất là Vescerro turbinatus. Nó được tìm thấy tại đảo Queensland, Australia.